# Полукровки (политика)
Полукровки (англ. Half-Breeds) — фракция Республиканской партии Соединённых Штатов, которая существовала в периоды Реконструкции и Позолоченного века в 1870-х и 1880-х годах.
«Полукровки» были сравнительно умеренной группой и противниками «Стойких», другой основной фракции Республиканской партии. Главным вопросом, разделившим «Стойких» и «Полукровок», был политический патронаж. «Стойкие» выступали за политические машины и патронаж в стиле системы трофеев, в то время как «Полукровки», позже возглавляемые сенатором от Мэна Джеймсом Г. Блейном, выступали за реформу государственной службы и систему заслуг. Название «Полукровки» было придумано «Стойкими» в насмешку над теми, кого они считали «только наполовину республиканцами».
Фракцию Блейна в контексте эпохи Хейса обычно приписывают к «Полукровкам», хотя это ошибочно. Политическая организация Блейна в это время сформировала неформальную коалицию со «Стойкими», находясь в оппозиции к администрации Хейса, что подтверждается работами историка Ричарда Э. Уэлча-младшего.
Несмотря на широкую поддержку фракцией идей борьбы с коррупцией, известно, что несколько её членов занимались незаконной практикой ради личной или партийной выгоды. Так, конгрессмен от Массачусетса Генри Л. Дауэс был раскрыт как акционер компании Crédit Mobilier в разгар скандала с ней; сенатор от Вермонта Джордж Ф. Эдмундс позже был заподозрен Ричардом Ф. Петтигрю в том, что был «явно нечестным» и «сенатским взяточником».

## Предыстория
Во время Гражданской войны в США политика президента Авраама Линкольна критиковалась радикальными республиканцами как слишком мягкая по отношению к Югу. Радикалы, которые представляли собой мощный блок внутри Республиканской партии, в который входили такие известные политики как Генри Уинтер Дэвис, Бенджамин Уэйд, Таддеус Стивенс и Чарльз Самнер, постоянно критиковали Линкольна за то, что тот не продвигался максимально эффективно. Им противостояли умеренные республиканцы, которые были сторонниками президента и его политики.
Противостояние умеренных и радикальных республиканцев продолжилось и после окончания войны из-за разного понимания политику Реконструкции. В отличие от радикалов, умеренные выступали за более мягкую политику, делая упор на примирение Севера и Юга. Во время президентства Джонсона, к умеренным присоединились некоторые бывшие радикальные республиканцы, которые были «реформаторами», включая Самнера, Карла Шурца, Хораса Грили и Лаймана Трамбулла.
Конгрессмен-республиканец от Род-Айленда Томас А. Дженкес во время президентства Улисса С. Гранта внёс законопроект, продвигающий мягкую реформу государственной службы, который был принят. Дженкес, который игнорировал тяжёлое положение чернокожих южан, сталкивавшихся с опасностью со стороны демократов-супрематистов, таких как Ку-клукс-клан, покинул Конгресс до того, как «Полукровки» обрели репутацию функционирующего блока, хотя умеренных республиканцев можно рассматривать как предшественников фракции.

## Идеи и лидеры
Хотя у «полукровок» не было жёсткой организации и они рассматривались просто как группа недовольных конгрессменов, сторонников Блейна, их влияние оказалось весьма значительным. Своё название они получили от конкурирующей фракции «стойких», но рассматривали его как своего рода знак чести, аналогично с принятием Демократической партией осла в качестве своего символа после того, как джексоновские демократы были окрещены оппонентами «болванами».
В то время как «полукровок» обвиняли в недостаточной лояльности Республиканской партии и её принципам, они в ответ обвиняли «стойких» в чрезмерной преданности связанным с ними политическим машинам и покровительству. Члены фракции выступали за реформирование государственной службы, в том числе, за назначения в соответствии с системой заслуг, защиту промышленности и железных дорог, защитные тарифы, расширение рынков за рубежом и дружественную бизнесу валютную систему на национальном уровне.
Различались точки зрения членов фракции на гражданские права чернокожих и политику в отношении южных штатов. Некоторые из «полукровок», такие как Хейс, Эвартс, Маккрэри и Уилер, были готовы полностью отказаться от усилий по Реконструкции и сдать Юг «искупителям», в то время Хоар и Блэр выступали за альтернативу военной Реконструкции в форме увеличения финансирования государственного образования с целью ликвидации неграмотности среди чернокожих жителей Юга.
По словам профессора историка Ричарда Э. Уэлча-младшего, «полукровки» были «завсегдатаями партии», которые «проклинали» беглецов, не были одинаково независимыми по своей политической природе и не были сторонниками «трофейной системы», и были более умными, чем личными, по сравнению со «стойкими».
Влиятельный сенатор от Мэна Джеймс Г. Блейн, сблизившийся с «полукровками» в 1880 году, был лично против реформы государственной службы и политики, проводимой президентом Хейсом. Он стал союзником, а позже и одним из главных членов фракции, во многом из-за лидера «стойких» сенатора Роскоу Конклинга, с которым соперничал за власть в партии ещё в 1860-х годам.

## История

### Президентство Хейса
На президентских выборах 1876 года Республиканский национальный съезд выдвинул кандидатуры Резерфорда Хейса и Уильяма Уилера. И Хейс, и Уилер вели кампанию примирительных тонах, пытаясь лишить демократов поддержки Юга, озвучивая, пытаясь привлечь голоса старых южных вигов из высшего класса, которые в конечном итоге присоединились к Демократической партии после распада Партии вигов.
Фредерик Дуглас, борец за права чернокожего населения Америки и сам в прошлом раб, спросил на партийном съезде, продолжат ли делегаты отстаивать конституционные права чернокожих или они намерены «обойтись без голоса чернокожего человека на Юге». Хейс и Уилер выбрали последнее.
Президентские выборы 1876 года вошли в историю как одни из наиболее горячих и оспариваемых выборов в истории США. Сразу в трёх южных штатах, Флориде, Луизиане и Южной Каролине, итоги выборы были оспорены, так как каждая партия заявляла, что именно она победила. После ожесточённых споров 20 оспариваемых голосов в коллегии выборщиков были присуждены Хейсу и он победил с перевесом в один голос (185 против 184). Компромисс 1877 года, неофициальная договорённость между Демократической и Республиканской партиями о взаимном признании результатов выборов и ряде уступок со стороны республиканцев ознаменовал конец Реконструкции Юга. Вскоре после вступления в должность Хейс отказался от своего прошлого радикального республиканизма и вместе с военным министром Джорджем В. Маккрэри вывел федеральные войска из Южной Каролины и Луизианы, прекратив участие армии в государственном управлении южных штатов. Так был положен конец попытке северян преобразовать Юг и покончить с дискриминацией чернокожих. Южные демократы и их вооружённые сторонники окончательно взяли под контроль все южные штаты, приняв со временем законы Джима Кроу, которые превратили чернокожих в граждан второго сорта. В общественном мнении по-прежнему господствовали расистские принципы превосходства белых, а монополия Демократической партии на власть на территории Монолитного Юга продолжалась после этого до 1960-х годов.
Президент Хейс, присоединившись к «полукровкам», также настаивал на реформе государственной службы, против которой выступали «стойкие» во главе с могущественным сенатором от штата Нью-Йорк Роскоу Конклингом. Стремясь ограничить полномочия Конклинга и его мощную нью-йоркскую политическую машину, Хейс смог добиться увольнения ряда союзников сенатора, тем самым исключив их из системы патронажа штата и значительно уменьшив влияние своих противников.
Особое значение приобрела в этих условиях борьба за должность начальника таможни порта Нью-Йорка, который был главным центр торговли между Соединёнными Штатами и другими странами. Хейс тщетно пытался вырвать контроль над назначениями на эту должность у машины Конклинга, но безуспешно, дважды не сумев назначить единомышленника из-за успешной блокады Конгресса, инициированной «стойкими». Вскоре после этого Конклинг поставил во главе таможни своего близкого союзника и будущего президента Честера А. Артура, который, следуя исповедуемой «стойкими» практике «дележа добычи», раздавал рабочие места на основе партийной принадлежности, не обращая внимания на компетентность и квалификацию. В 1878 году после расследования деятельности нью-йоркской портовой таможни Хейс и министр финансов Джон Шерман, также из «полукровок», отстранили Артура от должности.
Решение Хейса удалить Артура из Нью-Йоркской таможни разозлило не только «стойких», но и вызвало критику фракции Блейна, которая ранее поддерживала президента, но теперь усомнилась в целесообразности этого действия. Потеряв поддержку сторонников Блейна Хейс лишился последних надежд на повторное выдвижение на президентских выборах 1880 года. Вместо этого организация Блейна сделала ставку на своего лидера, сенатора Блейна.
Во время президентства Хейса Блейн часто присоединялся к «стойким», голосуя против кандидатов на важные должности в Нью-Йоркском порту, предлженных президентов, включая Теодора Рузвельта-старшего, Эдвина А. Мерритта и Сайласа Берта. Впрочем, несмотря на то что большинство республиканцев во главе с Конклингом и Блейном отклонили эти кандидатуры, администрация Хейса вышла победительницей в этих внутрипартийных сражениях, имея поддержку лидеров «полукровок», таких как Хоар, и демократов.

### Национальный съезд 1880 года
В преддверии президентских выборов 1880 года внутри Республиканской партии на фоне роста популярности Демократической партии началась острая межфракционная борьба за власть, в первую очередь между крыльями Конклинга и Блейна. На республиканском национальном съезде в том же 1880 году «стойкие» во главе с Джоном А. Логаном из Иллинойса, Саймоном Кэмероном и его сыном Дж. Дональдом Кэмерон из Пенсильвании и Конклингом из Нью-Йорка, штата с самым глубоким расколом между «стойкими» и «полукровками», выступили за выдвижение на третий президентский срок бывшего президента Улисса С. Гранта, в то время как фракция Блейна добивалась президентского срока для своего лидера, а «полукровки» разделились между Шерманом и сенатором от Вермонта Джорджем Ф. Эдмундсом. Хотя Грант ранее в качестве президента выступал за реформы государственной службы, позже он разочаровался в усилиях Хейса по демонтажу патронажных машин «стойких» и Конклинг, который был близким союзником Гранта во время его президентства, вновь стал его правой рукой.
Несмотря на попытки Конклинга навязать республиканскому национальному съезду правило, по которому голоса штата аккумулировались в пользу одного кандидата, «полукровки» и фракция Блейна при поддержке части «стойких» выступили против него и избрали «полукровку» Джорджа Ф. Хоара временным председателем съезда. Позже Хоар стал постоянным председателем съезда.
Главные союзники Блейна, представители от Мэна Уильям П. Фрай и Юджин Хейл, оказались неспособны выдержать дебаты с Конклингом, который «унизил» Фрая «полунасмешкой и полуоскорблением». Между «полукровками», фракцией Блейна и «стойкими» возникла тупиковая ситуация, в общей сложности, делегаты республиканского национального съезда голосовали 35 раз. Каждый раз победителем становился Улисс С. Грант (от 303 до 313 голосов), второе место неизменно занимал Блейн (от 257 до 285 голосов), на третьем месте был Джон Шерман (от 88 до 120 голосов), другой кандидат «полукровок», Эдмундс, ни разу не поднялся выше 5-го места, остальные претенденты, среди которых были бывший госсекретарь и министр финансов Элиху Б. Уошберн, сенатор от Миннесоты Уильям Уиндом, экс-губернатор Техаса Эдмунд Дэвис, генерал и будущий президент Бенджамин Гаррисон, представитель от Огайо Джеймс А. Гарфилд, получали не больше 50 голосов. Поэтому фракция Блейна и сторонники Шермана, понимая, что у их кандидатов нет шансов на победу, пришли к компромиссу, решив поддержать Гарфилда в качестве компромиссного кандидата. По результатам 36-го голосования за Гарфилда, до этого получавшего 1—2 голоса, и лишь в последних двух турах набравшего 17 и 50 голосов соответственно, проголосовали 399 делегатов из 755, принеся ему победу.
Надеясь удовлетворить «стойких» и тем самым обеспечить их поддержку на выборах, Блейн и Шерман решили выдвинуть на пост вице-президента Честера Артура. Сам Гарфилд первоначально хотел баллотироваться в паре с умеренным республиканцем Джоном Шерманом, которого «стойкие» ненавидели как ярого «полукровку» и сторонника реформы государственной службы. Для избрания Артура кандидатом в вице-президенты хватило одного тура, в котором за него отдали свои голоса 468 делегатов. Так, в надежде на партийное единства, чтобы обе фракции были хоть как-то довольны, союзник Конклинга Артур стал напарником Гарфилда, к ужасу «полукровок», которые уничижительно окрестили его «тварью» Конклинга. В ноябре того же года эта пара выиграла президентские выборы, опередив демократа Уинфилда С. Хэнкока меньше чем на 2000 голосов, но даже такого мизерного перевеса хватило для победы в коллегии выборщиков (214 против 155).

### Президент Гарфилд и его убийство
После избрания Гарфилда президентом Джеймс Блейн был назначен государственным секретарем и оказывал сильное влияние на политические назначения, которые Гарфилд выносил на утверждение Конгресса. 2 июля 1881 года Гарфилд был тяжело ранен Шарлем Гито, недовольным тем что его якобы жизненно важную помощь в избрании президента не оценили. При аресте Гито заявил: «Я стойкий из стойких, и Артур будет президентом». После смерти Гарфилда 19 сентября 1881 года 21-м президентом Соединённых Штатов стал «стойкий» Честер А. Артур. Новый президент удивил как собственную фракцию, так и «полукровок», назначая на государственные должности на основе системы заслуг и проведя провёл реформу гражданской службы, отчасти потому, что он чувствовал, что должен продолжить и завершить работу Гарфилда.
Шок от убийства подорвал власть Конклинга и власть «стойких», что позволило «полукровкам» провели через Конгресс Закон Пендлтона о реформе государственной службы (автор — демократ Джордж Х. Пендлтон) практически без сопротивления. В декабре 1882 года все присутствовавшие сенаторы-республиканцы, включая «стойких» Джона А. Логана, Уильяма Б. Эллисона, Дж. Дональда Кэмерона, проголосовали за его принятие, против были только 5 демократов. В Палате представителей в январе 1883 года против закона Пендлтона выступили только семь республиканцев. 16 января 1883 года Артур подписал Закон Пендлтона.
Новый закон положил конец системе трофеев, по крайней мере символически, поместив значительное количество федеральных служащих под систему заслуг и направив правительство на путь настоящей реформы. Закон также учредил Комиссию по государственной службе США, отменил политические тесты, лишил работы алкоголиков и ввёл конкурсы для некоторых федеральных должностей.
Примечательно, что Закон Пендлтона не вызвал восторженной поддержки у перешедшего к «полукровкам» Блейна, который продолжал испытывать личную антипатию к реформе государственной службы.

### Полукровки и магвампс
На президентских выборах 1884 года президент Артур не получил достаточной поддержки для своей предвыборной кампании и столкнулся с серьёзным вызовом со стороны Блейна. Реформаторы, включая будущего президента Теодора Рузвельта, снова настаивали на выдвижении Эдмундса. Однако сенатор от Вермонта не собирался баллотироваться на пост президента, заявив Хоару в разговоре в какой-то момент:

Если я знаю себя, то у меня нет желания быть президентом… Я бы сказал об этом в публичном письме, но полагаю, что шансы на моё выдвижение настолько малы, что отказ может показаться нелепым.
Оригинальный текст (англ.)If I know myself I have no desire to be president… I would say so in a public letter but I suppose the chances of my nomination are so slight that it might seem ridiculous to decline.
— Эдмундс в разговоре с Хоаром, 1884 год.
Национальный съезд республиканцев в конечном итоге выдвинул «полукровку» Блейна кандидатом в президенты и бывшего «стойкого» Джона А. Логана из Иллинойса в вице-президенты. После того, как обе фракции достигли компромисса, большинство республиканцев с обеих сторон активно включились в кампанию Республиканской партии.
Поскольку и Блейн, и Логан имели репутацию сторонников системы трофеев вместо реформы государственной службы, их выдвижение вызвало недовольство республиканцев-«реформаторов», таких как политический карикатурист Томас Наст из Harper's Weekly. Они выступили против официальных кандидатов Республиканской партии и вместо них поддержали кандидата от демократов Гровера Кливленда, выступавшего за реформу государственной службы. Бывший деятель Либерально-республиканской партии экс-сенатор Лайман Трамбулл, известный тем, что ранее голосовал против импичмента Эндрю Джонсона, осудил выдвижение Блейна и Логана, заявив, что их потенциальная победа приведёт к «партийности, злоупотреблениям и коррупции». Так в рядах Республиканской партии зародилось движение активистов борьбы с коррупцией, известное как «Магвампс», которые фактически заменили «полукровок» в роли сторонников реформ.
Присутствие Логана как кандидата в вице-президенты помогло республиканцам получить поддержку чернокожих из-за его репутации стойкого защитника гражданских прав, в том числе поддержку аболициониста и известного чёрного лидера Фредерика Дугласа. В то же время большинство «полукровок» скептически относились к Логану, хотя и поддержали его из партийного единства; Среди них был Резерфорд Хейс, который назвал выдвижение Логана «ошибкой и неудачей», хотя и считал победу демократов «серьёзным бедствием». Другой влиятельный «полукровка», Джон Шерман, выразил схожее мнение, назвав Логана «грубым, подозрительным, мстительным», но при этом также выступив в поддержку Блейна и Логана.
Не все «полукровки» поддержали список; сенатор Джордж Ф. Эдмундс, который считал, что настоящий «полукровка» должен поддерживать реформу государственной службы, и поэтому не доверял Блейну, отказывался оказывать обоим кандидатам какую-либо поддержку на протяжении всей кампании. Он считал своего коллегу из Мэна просто эгоистичным оппортунистом и отказался поддержать пару, написав:

Я сознательно считаю, что сенатор Блейн действует как адвокат Джея Гулда. Всякий раз, когда г-н [Аллен Г.] Турман и я договаривались о законодательстве, чтобы привести Тихоокеанскую железную дорогу к условиям равенства с правительством, г-н Джеймс Г. Блейн выскакивал с мушкетом в руке из-за бруствера лобби Джея Гулда, чтобы выстрелить нам в лицо.
Оригинальный текст (англ.)If I know myself I have no desire to be president… I would say so in a public letter but I suppose the chances of my nomination are so slight that it might seem ridiculous to decline.
— Эдмундс, 1884 год.
Лидер «стойких» Конклинг, который к тому времени ушёл из политической жизни, всё ещё сохранял своё личное презрение к Блейну до такой степени, что даже присутствие Логана в списке не побудило его вести агитацию за эту пару. Когда его попросили поддержать Блейна, он прямо ответил: «Я не занимаюсь уголовной практикой».
На выборах список Блейн и Логан проиграли Кливленду, в частности, не сумев победить в штате Нью-Йорк как из-за противодействия республиканцев-«реформаторов», так и из-за Сэмюэля Д. Берчарда, протестантского священника, связанного с Блейном, который нападал на демократов как на партию «рома, римлянства и мятежа». Слова Берчарда были подхвачены демократами, которые возмутили ирландских католиков, чтобы они выступили против республиканцев. После объявления результатов выборов лидер организации северян-ветернов Гражданской войны Великая армия Республики Мортимер Д. Леггетт заявил: «Теперь не было бы никаких сомнений относительно результата, если бы наш список оказался другим».
Фракции «Полукровок» и «Стойких» распались к концу 1880-х годов.

## Известные члены
- Джордж Ф. Хоар[англ.][53]
- Ратерфорд Б. Хейс
- Уильям Э. Уилер
- Джон Шерман
- Джордж В. Маккрэри[англ.]
- Стэнли Мэтьюз[англ.]
- Генри Л. Дауэс[англ.]
- Генри У. Блэр[англ.]
- Джордж Ф. Эдмундс[англ.][45]
- Уильям М. Эвартс
- Джон Дэвис Лонг
- Джеймс А. Гарфилд[note 4]
- Джеймс Г. Блейн[note 4]
- Джастин С. Моррилл[англ.][45][note 4]
- Уильям И. Чендлер[англ.][18][note 4]
- Уильям Г. Робертсон[англ.][note 4]

### Комментарии
1. ↑  «Умеренный» в этом конкретном случае относится к степени рвения в военной политике без учета общей политической идеологии; Линкольн в этом смысле был «умеренным» с точки зрения руководства Союзом во время Гражданской войны, хотя он был довольно консервативен в других вопросах, таких как экономика.
2. ↑  «Магвампс» (англ. mugwumps) — шуточное слово, отмеченное ещё в 1832 году, происходит от алгонкинского mugquomp, «важная персона, главарь» (от mugumquomp, «военный лидер»)[47], подразумевая, что Mugwumps были «ханжами» или «святошами»[48], держась в стороне от партийной политики. Многие из «магвампс» перешли к демократам или стали независимыми.
3. ↑  Ром был ссылкой на владельцев салунов, «римлянство» означало католицизм, а «мятеж» относился к Конфедерации
4. 1 2 3 4 5  Присоединился к фракции в 1880-х годах.